# (407) Aracne
Aracne és l'asteroide número 407. Va ser descobert per l'astrònom Max Wolf des de l'observatori de Heidelberg-Königstuhl (Alemanya), el 13 d'octubre de 1895. Reb el nom pel personatge de la mitologia grega Aracne.